# Павлюх Захар Гнатович
Захар Гнатович Павлюх (16 вересня 1848, Хащів — 24 лютого 1934, Чернівці) — професійний військовий юрист, художник, громадський діяч, головний референт військового судівництва при уряді ЗУНР. Батько Ольги Павлюх-Гузар, чільної громадсько-політичної діячки Буковини, та Отто Павлюха, начальника президії міністерства внутрішніх справ Карпатської України.

## Життєпис
Народився в с. Хащів повіт Турка на Бойківщині (тепер Турківського р-ну Львівської обл.) в заможній селянській сім'ї  Гната Павлюха, сільського війта. Початкову освіту здобув в окружній головній школі з німецькою мовою викладання при василіянському монастирі в Лаврові в 1856—1860 рр., будучи записаним в Золоту книгу школи на ст. 177 як визначний учень. Навчався в Самбірській гімназії з 1860 р. та в Краківській гімназії св. Анни з 1868 р., склавши матуральні іспити в Кракові в 1869 р. Ще учнем гімназії брав уроки малярства в Яна Матейка. Студіював право на юридичному факультеті університету в Кракові, з 1873 р. перейшовши навчатися до Віденського університету. Член українського академічного товариства «Січ» у Відні з 1873 р. Іменований почесним членом УАТ «Січ», один з співавторів ювілейних збірників УАТ «Січ»  в 1908 і 1932 рр.
Військову службу розпочав однорічним добровольцем у Кракові. Служив рахунковим фельдфебелем в резерві, помічником аудитора 77-го Галицького полку піхоти (штаб полку в Кеніґґраці, тепер Градець-Кральове в Чехії). З квітня 1879 р. іменований обер-лейтенантом-аудитором при гарнізонному суді у Львові, в травні 1880 р. приділений до 24-го Галицького п.  п.  (штаб полку у Львові), з жовтня 1881 р. іменований капітаном-аудитором 2-го класу 24-го п. п. З травня 1883 р. іменований капітаном-аудитором 1-го класу при гарнізонному суді в Мостарі (тепер у Боснії і Герцоговині). В листопаді 1884 р. переведений з Мостара до гарнізонного суду 10-го Галицького п. п. (штаб полку у Відні). В жовтні 1888 р. переведений з 10-го до 84-го Нижньоавстрійського п. п. (штаб полку у Відні). З жовтня 1889 р. іменований майором-аудитором при гарнізонному суді в Мішкольці (тепер в Угорщині). В жовтні 1891 р. переведений з Мішкольца до військового апеляційного суду у Відні. В липні 1893 р. переведений з Відня до гарнізонного суду в Перемишлі. В жовтні 1893 р. призначений референтом юстиції при командуванні 10-го корпусу в Перемишлі. З жовтня 1895 р. іменований підполковником-аудитором. З жовтня 1900 р. іменований полковником-аудитором, референтом військового апеляційного суду у Відні. В жовтні 1904 р. вийшов на пенсію в ранзі генерала-аудитора.
Нагороджений бронзовою медаллю за військові заслуги на червоній стрічці, золотою пам'ятною ювілейною медаллю для збройних сил та військовим ювілейним хрестом.
У Відні мешкав в 8-ій окрузі за адресою Альферштрассе, 71. З перших днів війни брав активну участь в організації легіону УСС. На перших зборах організаційного комітету УСС у Відні (голова І. Караванович) 1 вересня 1914 р. увійшов до складу секції вербування добровольців, надавши своє помешкання для пункту реєстрації січових стрільців-добровольців. В середині вересня 1914 р. Комітету допомоги українським біженцям Галичини і Буковини у Відні (голова Ю. Романчук). Матеріально підтримував засновані громадськістю українські школи на Волині в 1917 р., численні українські товариства (товариство «Руська Бесіда» у Львові, музейне товариство «Бойківщина» у Самборі та ін.) та видання (часопис «Діло» та ін.).
Один з організаторів урочистої зустрічі українцями митрополита Андрея Шептицького у Відні 27 серпня 1917 р., під час якої вручив митрополитові коштовну золоту плакету, виготовлену різбярем П. Терещуком. Разом з діячами Союзу Визволення України  відвідав 1-й полк Сірої дивізії в таборі Фрайштадт напередодні їх виїзду на Україну та взяв участь у загальнотаборовому вічі українських солдатів та офіцерів 23 лютого 1918 р. Від імені віденської української громади разом з Ярославом Окуневським 1 березня 1918 р. вітав на вокзалі у Відні 1-й курінь дивізії сірожупанників, який прямував до місця формування дивізії у Володимир-Волинському.
В квітні 1918 р. переїхав в Чернівці, куди був призначений військовим представником з воєнних відшкодувань при буковинському крайовому уряді. На початку 1919 р. прибув до Станиславова, щоб за завданням уряду ЗУНР провести реорганізацію військового судівництва, виконуючи обов'язки головного референта при військовому суді ЗУНР. Після окупації ЗУНР польським військом повернувся до Відня. З січня 1922 р. член-засновник Західно-Українського Товариства Ліги Націй. Учасник загальних зборів ЗУТЛН у Відні 23 січня 1922 р., які прийняли Меморандум у справі визволення західних земель України (Галичини та Буковини) з іноземної неволі. Учасник листопадового свята у Відні 11 листопада 1928 р. Як сеньйор української громади у Відні в день святкування 300-літнього ювілею І. Мазепи 25 червня 1932 р. відкрив своєю промовою нову домівку віденської «Української Бесіди» за адресою Герренґассе, 17. На початку 1934 р. приїхав з Відня до своєї дочки О. Гузар в Чернівці, в домі якої (вул. А. Янку, 8) помер. Накриту червоною китайкою з тризубом домовину з тілом Захара Павлюха несли з цвинтарної каплиці до могили під хоровий спів пісень «Червона калина», «Вічная пам'ять» та «Журавлі». Похований 26 лютого 1934 р. в секторі 37-а Руського цвинтаря в Чернівцях під написом з неточними датами «Австр. генерал Захар Павлюх, 1852—1935».

## Творчість
Автор цінних спогадів про українське життя в Галичині та в Відні. Був визначним художником-портретистом, автором портретів Т. Шевченка, І. Франка, А. Шептицького, Ю. Романчука, Є. Олесницького, К. Чеховича, В. Яворського, О. Барвінського та ін. Всі свої мистецькі твори (45 портретів) заповітом відписав Українському Національному Музею у Львові, в фондах якого більшість з них зберігаються і сьогодні. Портрет І. Франка в 1940 р. був придбаний музеєм І. Франка у Львові у О. Павлюх-Гузар за ініціативою сина письменника П. Франка, першого директора музею. Вдова І. Франка Ольга, на той час помічниця директора музею, особисто виїжджала в експедицію в Чернівці 21-28 грудня 1940 р., щоб привезти придбаний портрет до Львова. Вперше виставлений в експозиції музею в 1956 р., він і донині є її окрасою. Сьогодні портрет І. Франка авторства З. Павлюха належить до університетської колекції музею та прикрашає (разом з портретом М. Грушевського) Дзеркальну залу Львівського національного університету ім. І. Франка.

## Публікації
- Павлюх З. Спомини бувших членів про «Сїч». Захар Павлюх // «Сїч». Альманах в пам'ять 40-их роковин основаня товариства «Сїч»  у Віднї. Львів, 1908. — С. 379—380.
- Павлюх З. Свят-вечір Січовиків у казармі // Над синім Дунаєм. Ювілейний збірник УАТ «Січ» у Відні. Відень 1932. — С. 46-50.;
- Павлюх З. Хто під ким яму копає, сам у неї впаде. Спомини про Лаврівську школу // Записки чина св. Василія Великого. — Т.5, вип. 1-4. — 1932—1941. — С. 158—163.

## Галерея

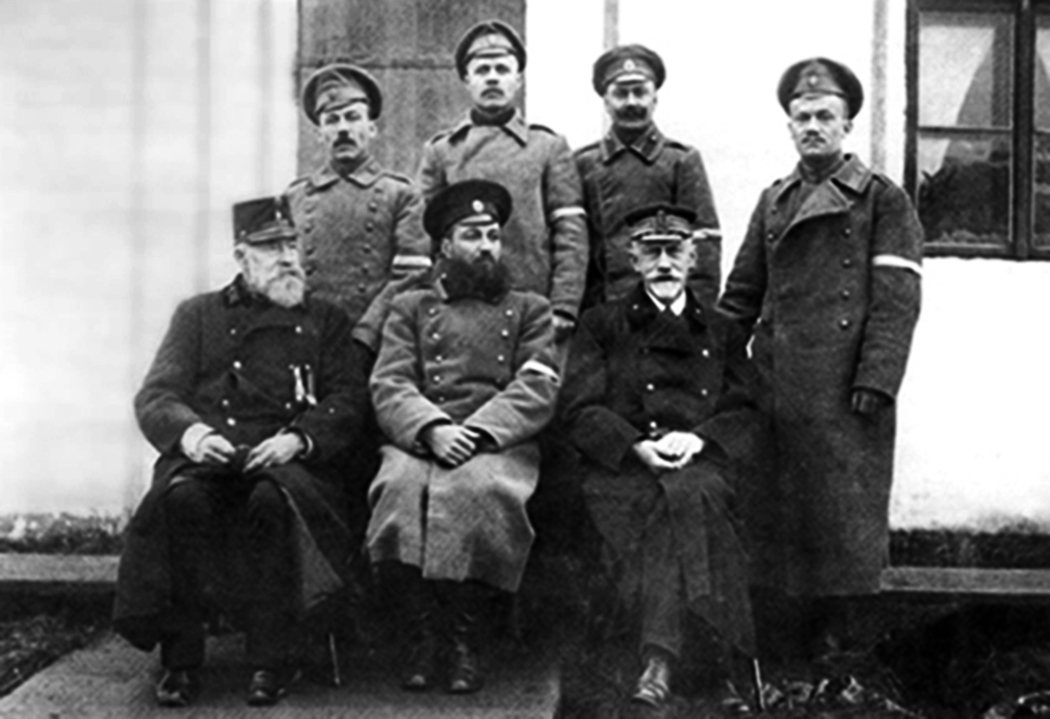
Павлюх Захар Окуневський Ярослав Фрайштадт 1918
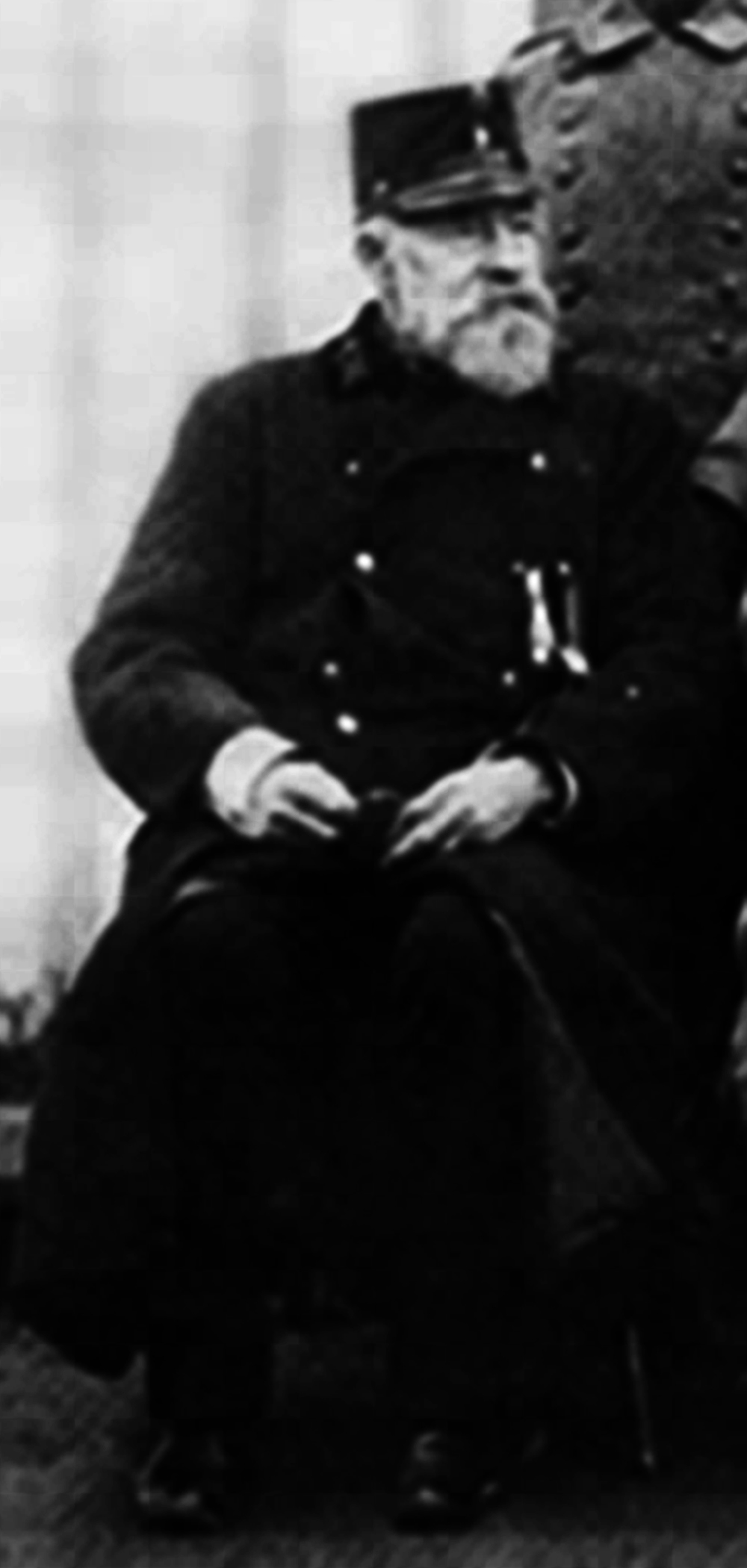
Павлюх Захар Фрайштадт 1918
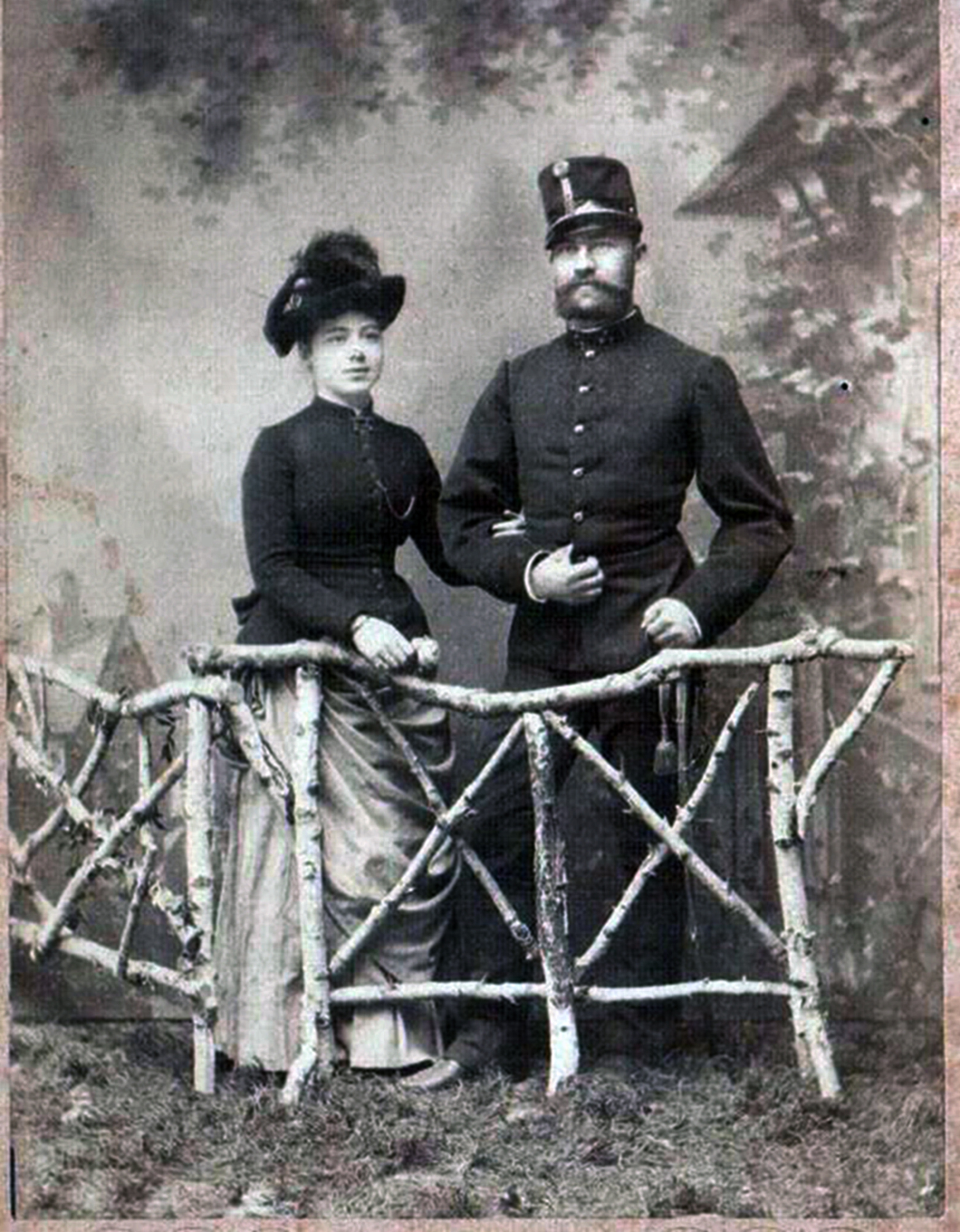
Павлюх Захар з дружиною
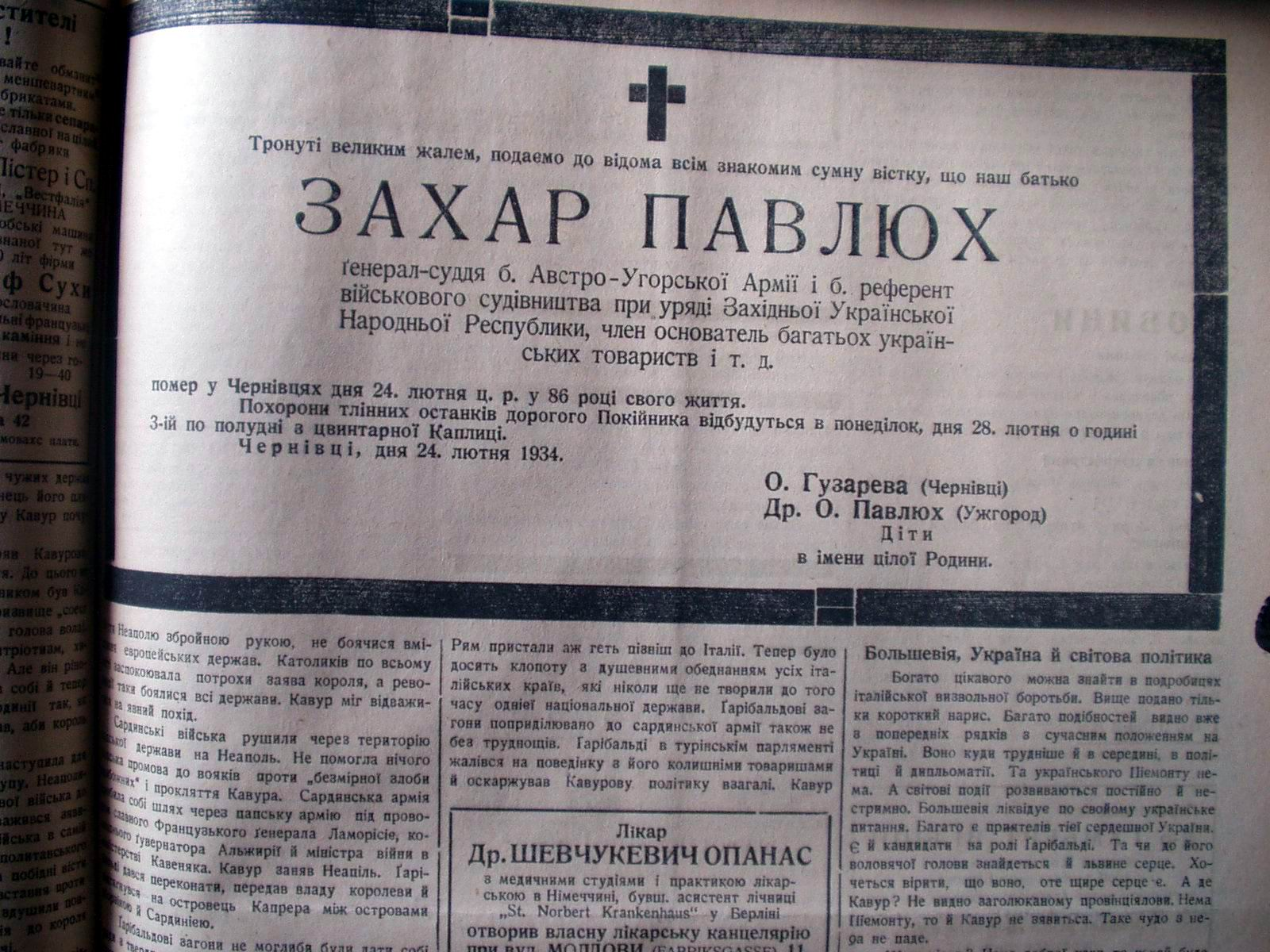
Павлюх Захар клепсидра Час 26 02 1934